# 牛占华
牛占华（1959年10月—），男，汉族，天津人，中华人民共和国政治人物，曾任中央机构编制委员会办公室事业单位改革司司长，中央机构编制委员会办公室副主任，第十三届全国政协委员。